# Society for Psychical Research
La Society for Psychical Research est une association à but non lucratif britannique fondée en 1882 dont le but est d'étudier d'un point de vue scientifique les phénomènes décrits comme paranormaux. Elle se décrit comme la « première société à mener des recherches scientifiques organisées sur les expériences humaines qui remettent en question les modèles scientifiques contemporains ». Cependant, depuis sa création en 1882, elle n'a pas d'opinion corporative : Les membres de la SPR affirment une variété de croyances quant à la nature des phénomènes étudiés.

## Histoire
La Society for Psychical Research fut fondée à Londres en 1882 par Frederic William Henry Myers, William Fletcher Barrett, Edmund Gurney, Edmund Rogers et Henry Sidgwick qui en devint le premier président.
Des comités furent mis en place pour répartir le travail : télépathie, mesmérisme, clairvoyance, apparitions de fantômes et poltergeists afin de « s'attacher à l'étude de ces questions nouvelles, sans préjugés ni préventions d'aucune espèce, dans le même esprit d'exacte et impartiale recherche qui a permis à la science de résoudre tant de questions tout aussi obscures, tout aussi chaudement débattues ». La collecte systématique des récits d'apparitions fut le premier ouvrage publié en 1886 par la SPR : Les Hallucinations télépathiques (Phantasms of the Living) écrit par Frederick Myers, Frank Podmore et Edmund Gurney. L'ouvrage fit date, avec ses 700 cas recensés. La publication suivante Census of Hallucinations par Eleanor Sidgwick principalement.

## De nos jours
La société est composée d'une vingtaine de membres permanents. Basée à Londres, elle poursuit les recherches entamées par les fondateurs.
La présidente actuelle[Quand ?] est Deborah Delanoy, professeur de psychologie à l'université de Northampton.

## Recherche

### La recherche psychique
Parmi les premiers travaux importants, on peut citer la publication en deux volumes en 1886, Phantasms of the Living, concernant la télépathie et les apparitions, co-écrite par Gurney, Myers et Frank Podmore. Ce texte, et les recherches ultérieures dans ce domaine, ont été reçus négativement par le courant scientifique dominant, bien que Gurney et Podmore aient défendu les premiers travaux de la société dans ce domaine dans des publications pour le grand public,,,,.
La SPR « a conçu des innovations méthodologiques telles que des plans d'étude randomisés » et a mené « les premières expériences sur la psychologie du témoignage oculaire (Hodgson et Davey, 1887), [et] des études empiriques et conceptuelles éclairant les mécanismes de dissociation et d'hypnotisme ».
En 1894, le recensement des hallucinations a été publié et a porté sur 17 000 personnes. Sur ce nombre, 1 684 personnes ont déclaré avoir eu une hallucination d'une apparition. De tels efforts étaient censés avoir sapé « la notion de dissociation et d'hallucinations comme phénomènes intrinsèquement pathologiques ».
Le SPR a enquêté sur de nombreux médiums spirites tels qu'Eva Carrière et Eusapia Palladino.
Au début du vingtième siècle, la SPR a étudié une série de scripts automatiques et d'énoncés de transe d'un groupe d'écrivains automatiques, connus sous le nom de « cross-correspondances ».
Les cas célèbres étudiés par la Société comprennent le « Borley Rectory » et le « Poltergeist d'Enfield ».
En 1912, la Société a adressé à Sigmund Freud une demande de contribution à une édition médicale spéciale de ses Actes. Selon Ronald W. Clark (1980), « Freud a supposé, sans doute à juste titre, que l'existence d'un lien entre les pères fondateurs de la psychanalyse et l'investigation du paranormal entraverait l'acceptation de la psychanalyse », comme le ferait  toute implication perçue avec l'occulte. Néanmoins, Freud a répondu en publiant un essai intitulé «  Une note sur l'inconscient en psychanalyse » au supplément médical aux actes de la Society for Psychical Research.

#### Démonstrations de fraudes
Une grande partie des premiers travaux consistait à enquêter, à exposer et dans certains cas à reproduire des phénomènes faux. À la fin du XIXe siècle, les enquêtes du SPR sur les séances de spiritisme ont permis de démasquer de nombreux médiums frauduleux.
Richard Hodgson s'est distingué dans ce domaine. En 1884, Hodgson a été envoyé par le SPR en Inde pour enquêter sur Helena Blavatsky et a conclu que ses revendications de pouvoir psychique étaient frauduleuses.
En 1886 et 1887, une série de publications de S. J. Davey, Hodgson et Sidgwick dans le journal de la SPR a révélé les astuces d'écriture sur ardoise du médium William Eglinton. Hodgson et son ami, S. J. Davey, avaient organisé de fausses séances pour éduquer le public (y compris les membres de la SPR). Davey donnait des séances sous un nom d'emprunt, reproduisant les phénomènes produits par Eglinton, puis il faisait remarquer aux spectateurs la manière dont ils avaient été trompés. À cause de cela, certains membres spirites tels que Stainton Moses démissionnent de la SPR.
En 1891, Alfred Russel Wallace a demandé à la Société d'enquêter correctement sur la photographie spirite[33]. Eleanor Sidgwick a répondu par un article critique dans la SPR qui a jeté le doute sur le sujet et a discuté des méthodes frauduleuses que les photographes spirites tels que Édouard Isidore Buguet, Frederic Hudson et William H. Mumler avaient utilisées.
En raison de l'exposition de William Hope et d'autres médiums frauduleux, Arthur Conan Doyle a pris la tête d'une démission massive de quatre-vingt-quatre membres de la Society for Psychical Research, car ils pensaient que la Société était opposée au spiritisme. L'historien des sciences William Hodson Brock a noté que "dans les années 1900, la plupart des spirites avoués avaient quitté la SPR et étaient retournés à la BNAS (l'Alliance Spiritualiste de Londres depuis 1884), après avoir été contrariés par le ton sceptique de la plupart des enquêtes de la SPR".

## Critique de la SPR
La Société a été critiquée à la fois par les spirites et les sceptiques.

### Critiques des spirites
D'éminents spirites ont d'abord accueilli favorablement la SPR et coopéré pleinement, mais les relations se sont envenimées lorsque les spirites ont découvert que la SPR n'acceptait pas les témoignages extérieurs comme preuve, et que la société accusait certains médiums éminents de fraude. Le spirite Arthur Conan Doyle a démissionné de la SPR en 1930, pour protester contre ce qu'il considérait comme les normes de preuve trop restrictives de la SPR. L'enquêteur psychique et adepte du spiritisme Nandor Fodor a critiqué la SPR pour son « grand parti pris » contre les manifestations physiques du spiritisme.

### Critique des sceptiques
Les sceptiques ont reproché aux membres de la SPR d'avoir des motivations susceptibles de nuire à l'objectivité scientifique. Selon les critiques de la SPR, John Grant et Eric Dingwall (un membre de la SPR), les premiers membres de la SPR, tels que Henry Sidgwick, Frederic W. H. Myers et William Barrett, espéraient se raccrocher à quelque chose de spirituel par le biais de la recherche psychique,. Myers a déclaré que « la Société de recherche psychique a été fondée, avec pour objectif principal l'établissement d'un transfert de pensée - déjà à une distance mesurable de la preuve. » Les défenseurs de la SPR ont répondu qu'une « volonté de croire » à la survie post-mortem, à la télépathie et à d'autres notions scientifiquement impopulaires n'exclut pas nécessairement une « volonté de savoir » et donc la capacité d'une autocritique approfondie, d'une rigueur méthodologique et d'une suspicion implacable à l'égard des erreurs.
Le sceptique et physicien Victor J. Stenger a écrit :  
«  La SPR ... a parfois exposé des cas flagrants de fraude que même ses propres membres crédules ne pouvaient avaler. Mais leurs revues n'ont jamais réussi à atteindre un haut niveau de crédibilité aux yeux du reste de la communauté scientifique. ... la plupart des articles commencent généralement en partant du principe que les phénomènes psychiques sont des réalités démontrée. »
Ivor Lloyd Tuckett, auteur d'un ouvrage sceptique sur la recherche psychique, a écrit que, bien que la SPR ait rassemblé des travaux de valeur, la plupart de ses membres actifs n'ont « aucune formation en psychologie qui les rende aptes à leur tâche, et ont été victimes de préjugés prononcés, comme ils l'ont parfois admis eux-mêmes. » Trevor H. Hall, ancien membre de la Society for Psychical Research, a critiqué les membres de la SPR pour leur « désir crédule et obsessionnel... de croire ». Hall a également affirmé que les membres de la SPR « manquent de connaissances sur les méthodes trompeuses. »
L'écrivain Edward Clodd a affirmé que les membres de la SPR William F. Barrett et Oliver Lodge n'avaient pas les compétences suffisantes pour détecter les fraudes et a suggéré que leurs croyances spirites étaient basées sur la pensée magique et la superstition primitive. Clodd a décrit la SPR comme offrant une « philosophie spirituelle barbare », et a caractérisé le langage des membres du SPR comme utilisant des termes tels que « conscience subliminale » et « énergie télépathique », comme un déguisement pour du « surnaturel bâtard. »
Une étude psychologique réalisée en 2004 auprès de 174 membres de la Society for Psychical Research a permis de remplir un questionnaire sur les idées délirantes et une tâche de raisonnement déductif. Comme prévu, l'étude a montré que « les individus qui ont déclaré une forte croyance dans le paranormal ont fait plus d'erreurs et ont montré plus d'idéation délirante que les individus sceptiques ». Il y avait également un biais de raisonnement qui se limitait aux personnes qui déclaraient croire aux phénomènes paranormaux, plutôt que d'en faire l'expérience. Les résultats suggèrent que les anomalies de raisonnement peuvent avoir un rôle causal dans la formation de la croyance paranormale. 
Certains membres sceptiques ont démissionné du SPR. Eric Dingwall a démissionné et a écrit : « Après soixante ans d'expérience et de connaissance personnelle de la plupart des principaux parapsychologues de cette période, je ne pense pas pouvoir citer une demi-douzaine de personnes que je pourrais qualifier d'étudiants objectifs et qui souhaitaient honnêtement découvrir la vérité. La grande majorité voulait prouver quelque chose ou autre chose : Ils voulaient que les phénomènes qu'ils étudiaient servent à soutenir leurs propres théories préconçues. »

## Membres importants et présidents
- Henry Sidgwick (1838 -1900), professeur de philosophie à l'université de Cambridge, fondateur et 1er président 1882-1884 et 1888-1892
- Frederic William Henry Myers (1843-1901), poète et physicien, fondateur et 7e président 1900
- William Fletcher Barrett (1844-1925), physicien, fondateur et 9e président 1904
- Edmund Gurney (1847-1888), psychologue, fondateur
- Edmund Rogers (1823-1910), journaliste, fondateur
- Charles Carleton Massey (1838-1905), avocat, fondateur
- Balfour Stewart (1828-1887), physicien, 2e président 1885-1887
- Alfred Russel Wallace (1823-1913), naturaliste
- William Butler Yeats (1865-1939), poète
- Carl Gustav Jung (1875-1961), médecin psychiatre
- Arthur Balfour (1848-1930), homme politique et Premier ministre britannique, 4e président 1893
- William James (1842-1910), psychologue, 5e président 1894-1895
- William Crookes (1832-1919, chimiste, 6e président 1896-1899
- Oliver Lodge (1851-1940), physicien, 8e président 1901-1903 et 1932
- Charles Richet (1850-1935), physiologiste français et prix Nobel, président 1905
- Gerald Balfour (1853-1945), homme politique, président 1906-1907
- Eleanor Sidgwick (1845-1936), mathématicienne, principale du Newnham College à Cambridge, présidente 1908-1909 et 1932
- Andrew Lang (1844-1912), anthropologue, président 1911
- Henri Bergson (1859-1941), philosophe français, président 1913
- John William Strutt Rayleigh (1842-1919), physicien, prix Nobel, président 1919
- William McDougall (psychologue) (1871-1938), psychologue, président 1920-1921
- Camille Flammarion (1842-1925), astronome français, président 1923
- Arthur Conan Doyle (1859-1930)
- Hans Driesch (1867-1941), biologiste allemand, président 1926-1927
- Eric Robertson Dodds (1893-1979), professeur d'histoire grecque à Oxford, président 1960-1963
- Joseph Banks Rhine (1895-1980), botaniste, président 1980
- Alastair Sim (1900-1976), acteur
- Ian Stevenson (1918-2007), biochimiste, président 1988-1989
- Archie Roy (né en 1924), professeur d'astronomie à l'université de Glasgow, président 1993-1995
- Charles T. Tart (né en 1937), professeur de psychologie à l'université de Californie à Davis
- Bernard Carr, mathématicien et astronome, président 2000-2004
- Susan Blackmore (née en 1951), écrivain